# Puchar Kontynentalny w skokach narciarskich 2023/2024
Puchar Kontynentalny w skokach narciarskich 2023/2024 – 33. edycja Pucharu Kontynentalnego. Sezon rozpoczął się 9 grudnia 2023 roku w Lillehammer, a zakończył 17 marca 2024 roku w Zakopanem. Zaplanowanych zostało 28 konkursów, z których do skutku doszło 27.
Oficjalny kalendarz cyklu został zatwierdzony 24 maja 2023 podczas posiedzenia Rady FIS w Dubrowniku.
Z powodu przewidywanego przez prognozy pogody silnego wiatru zawody w Ruce, zaplanowane początkowo na 16–17 grudnia 2023, przeniesiono na 15–16 grudnia. Drugi konkurs w Garmisch-Partenkirchen przeniesiony został z 7 na 6 stycznia 2024. Konkursy zaplanowane na 3–4 lutego 2024, które pierwotnie miały być rozegrane w Renie, zostały przeniesione do Lillehammer. Z powodu silnego wiatru pierwsze z tych zawodów przełożono następnie z 3 na 4 lutego. Zawody zaplanowane na 2–3 marca 2024 w Kranju ze względu na brak śniegu przeniesione zostały do Planicy. Ostatni z trzech konkursów w Iron Mountain, zaplanowany na 25 lutego 2024, został odwołany z powodu zbyt silnego wiatru. Z powodu dodatnich temperatur i problemów z roztapiającym się śniegiem zaplanowane na 16–17 marca 2024 finałowe zawody cyklu w Zakopanem zostały rozegrane w trybie hybrydowym (konkursy rozgrywane na igelicie z zastosowaniem lodowych torów najazdowych).

## Kalendarz zawodów
| Źródło               | Źródło               | Źródło                 | Źródło               | Źródło               | Źródło              | Źródło                 | Źródło                 |
| Lp                   | Data                 | Miejscowość            | HS                   | Uwagi                | 1. miejsce          | 2. miejsce             | 3. miejsce             |
| -------------------- | -------------------- | ---------------------- | -------------------- | -------------------- | ------------------- | ---------------------- | ---------------------- |
| 1.                   | 9 grudnia 2023       | Lillehammer            | HS140                | –                    | Luca Roth           | Aleksander Zniszczoł   | Clemens Aigner         |
| 2.                   | 10 grudnia 2023      | Lillehammer            | HS140                | –                    | Clemens Aigner      | Clemens Leitner        | Žak Mogel              |
| 3.                   | 15 grudnia 2023      | Ruka                   | HS142                | [ a ]                | Benjamin Østvold    | Aleksander Zniszczoł   | Stephan Embacher       |
| 4.                   | 16 grudnia 2023      | Ruka                   | HS142                | –                    | Clemens Leitner     | Robin Pedersen         | Clemens Aigner         |
| 5.                   | 27 grudnia 2023      | Engelberg              | HS140                | –                    | Anders Håre         | Stephan Embacher       | Martin Hamann          |
| 6.                   | 28 grudnia 2023      | Engelberg              | HS140                | –                    | Stephan Embacher    | Constantin Schmid      | Sindre Ulven Jørgensen |
| 7.                   | 6 stycznia 2024      | Garmisch-Partenkirchen | HS142                | –                    | Constantin Schmid   | Sindre Ulven Jørgensen | Klemens Murańka        |
| 8.                   | 6 stycznia 2024      | Garmisch-Partenkirchen | HS142                | [ b ]                | Robin Pedersen      | Žak Mogel              | Constantin Schmid      |
| 9.                   | 13 stycznia 2024     | Innsbruck              | HS128                | –                    | Robin Pedersen      | Jonas Schuster         | Clemens Leitner        |
| 10.                  | 14 stycznia 2024     | Innsbruck              | HS128                | –                    | Robin Pedersen      | Maksim Bartolj         | Daniel Huber           |
| 11.                  | 20 stycznia 2024     | Sapporo                | HS137                | –                    | Francisco Mörth     | Daniel Huber           | Jonas Schuster         |
| 12.                  | 21 stycznia 2024     | Sapporo                | HS137                | –                    | Robin Pedersen      | Francisco Mörth        | Daniel Huber           |
| 13.                  | 21 stycznia 2024     | Sapporo                | HS137                | –                    | Felix Hoffmann      | Robin Pedersen         | Daniel Huber           |
| 14.                  | 27 stycznia 2024     | Willingen              | HS147                | –                    | Daniel Huber        | Felix Hoffmann         | Maximilian Ortner      |
| 15.                  | 28 stycznia 2024     | Willingen              | HS147                | –                    | Benjamin Østvold    | Daniel Huber           | Jonas Schuster         |
| 16.                  | 4 lutego 2024        | Lillehammer            | HS140                | [ c ] [ d ]          | Maciej Kot          | Fredrik Villumstad     | Maksim Bartolj         |
| 17.                  | 4 lutego 2024        | Lillehammer            | HS140                | [ c ]                | Maximilian Ortner   | Jonas Schuster         | Jakub Wolny            |
| 18.                  | 17 lutego 2024       | Brotterode             | HS117                | –                    | Pål-Håkon Bjørtomt  | Fredrik Villumstad     | Luca Roth              |
| 19.                  | 18 lutego 2024       | Brotterode             | HS117                | –                    | Maximilian Ortner   | Jonas Schuster         | Constantin Schmid      |
| 20.                  | 24 lutego 2024       | Iron Mountain          | HS133                | –                    | Jonas Schuster      | Francisco Mörth        | Markus Eisenbichler    |
| 21.                  | 24 lutego 2024       | Iron Mountain          | HS133                | –                    | Markus Eisenbichler | Anders Håre            | Ben Bayer              |
| —                    | 25 lutego 2024       | Iron Mountain          | HS133                | [ e ]                | odwołany            | odwołany               | odwołany               |
| 22.                  | 2 marca 2024         | Planica                | HS138                | [ f ]                | Clemens Aigner      | Jonas Schuster         | Hannes Landerer        |
| 23.                  | 3 marca 2024         | Planica                | HS138                | [ f ]                | Clemens Aigner      | Maximilian Ortner      | Jonas Schuster         |
| 24.                  | 9 marca 2024         | Lahti                  | HS130                | –                    | Žak Mogel           | Markus Eisenbichler    | Maximilian Ortner      |
| 25.                  | 10 marca 2024        | Lahti                  | HS130                | –                    | Markus Eisenbichler | Maximilian Ortner      | Stephan Embacher       |
| 26.                  | 16 marca 2024        | Zakopane               | HS140                | [ g ]                | Clemens Aigner      | Maximilian Ortner      | Markus Eisenbichler    |
| 27.                  | 17 marca 2024        | Zakopane               | HS140                | [ g ]                | Paweł Wąsek         | Clemens Aigner         | Žak Mogel              |
| Klasyfikacja końcowa | Klasyfikacja końcowa | Klasyfikacja końcowa   | Klasyfikacja końcowa | Klasyfikacja końcowa | Maximilian Ortner   | Jonas Schuster         | Francisco Mörth        |

## Statystyki indywidualne
| Źródło | Źródło           | Źródło            | Źródło     | Źródło     | Źródło          | Źródło          | Źródło                      | Źródło                      | Źródło          | Źródło          | Źródło        | Źródło        | Źródło        | Źródło          | Źródło          | Źródło           | Źródło           | Źródło           | Źródło           | Źródło              | Źródło              | Źródło       | Źródło       | Źródło     | Źródło      | Źródło         | Źródło         | Źródło  |
| Zawodnik | Lillehammer 9.12 | Lillehammer 10.12 | Ruka 15.12 | Ruka 16.12 | Engelberg 27.12 | Engelberg 28.12 | Garmisch-Partenkirchen 6.01 | Garmisch-Partenkirchen 6.01 | Innsbruck 13.01 | Innsbruck 14.01 | Sapporo 20.01 | Sapporo 21.01 | Sapporo 21.01 | Willingen 27.01 | Willingen 28.01 | Lillehammer 4.02 | Lillehammer 4.02 | Brotterode 17.02 | Brotterode 18.02 | Iron Mountain 24.02 | Iron Mountain 24.02 | Planica 2.03 | Planica 3.03 | Lahti 9.03 | Lahti 10.03 | Zakopane 16.03 | Zakopane 17.03 |         |
| Austria | Austria          | Austria           | Austria    | Austria    | Austria         | Austria         | Austria                     | Austria                     | Austria         | Austria         | Austria       | Austria       | Austria       | Austria         | Austria         | Austria          | Austria          | Austria          | Austria          | Austria             | Austria             | Austria      | Austria      | Austria    | Austria     | Austria        | Austria        | Austria |
| --- | ---------------- | ----------------- | ---------- | ---------- | --------------- | --------------- | --------------------------- | --------------------------- | --------------- | --------------- | ------------- | ------------- | ------------- | --------------- | --------------- | ---------------- | ---------------- | ---------------- | ---------------- | ------------------- | ------------------- | ------------ | ------------ | ---------- | ----------- | -------------- | -------------- | ------- |
| Clemens Aigner | 3                | 1                 | 8          | 3          | –               | –               | –                           | –                           | –               | –               | –             | –             | –             | –               | –               | –                | –                | –                | –                | –                   | –                   | 1            | 1            | 8          | 5           | 1              | 2              |         |
| Stephan Embacher | –                | –                 | 3          | 16         | 2               | 1               | 14                          | 26                          | –               | –               | –             | –             | –             | –               | –               | –                | –                | –                | –                | –                   | –                   | –            | –            | 10         | 3           | –              | –              |         |
| David Haagen | –                | –                 | –          | –          | –               | –               | –                           | –                           | 32              | 22              | –             | –             | –             | –               | –               | –                | –                | –                | –                | –                   | –                   | –            | –            | –          | –           | –              | –              |         |
| Daniel Huber | –                | –                 | –          | –          | –               | –               | –                           | –                           | 16              | 3               | 2             | 3             | 3             | 1               | 2               | –                | –                | –                | –                | –                   | –                   | –            | –            | –          | –           | –              | –              |         |
| Timon-Pascal Kahofer | –                | –                 | –          | –          | –               | –               | –                           | –                           | 4               | 8               | 14            | 17            | 5             | 13              | 13              | 7                | 17               | –                | –                | –                   | –                   | –            | –            | –          | –           | –              | –              |         |
| Hannes Landerer | 24               | 17                | 40         | 21         | –               | –               | –                           | –                           | –               | –               | –             | –             | –             | –               | –               | –                | –                | –                | –                | –                   | –                   | 3            | 5            | 15         | 14          | 13             | 20             |         |
| Clemens Leitner | 6                | 2                 | 12         | 1          | 7               | 11              | 15                          | 10                          | 3               | 6               | 5             | 10            | 10            | 15              | 9               | 6                | 8                | 30               | 5                | 19                  | 5                   | 14           | 23           | –          | –           | –              | –              |         |
| Francisco Mörth | 27               | 22                | –          | –          | 14              | 10              | 8                           | 16                          | 6               | 5               | 1             | 2             | 6             | 4               | 10              | 8                | 25               | 13               | 6                | 2                   | 15                  | 20           | 16           | 6          | 38          | 8              | 9              |         |
| Markus Müller | 12               | 15                | 6          | 11         | 18              | 17              | 4                           | 11                          | 17              | 15              | –             | –             | –             | –               | –               | –                | –                | –                | –                | 26                  | 17                  | –            | –            | –          | –           | –              | –              |         |
| Maximilian Ortner | 11               | 13                | 11         | 6          | 9               | 7               | 19                          | 9                           | 8               | 15              | 6             | 5             | 4             | 3               | 6               | 4                | 1                | 16               | 1                | 4                   | 7                   | 4            | 2            | 3          | 2           | 2              | 5              |         |
| Johannes Pölz | –                | –                 | –          | –          | –               | –               | –                           | –                           | 12              | 9               | –             | –             | –             | –               | –               | –                | –                | 20               | 34               | –                   | –                   | –            | –            | –          | –           | –              | –              |         |
| Stefan Rainer | –                | –                 | –          | –          | 30              | 21              | 18                          | 15                          | 22              | 35              | –             | –             | –             | –               | –               | –                | –                | –                | –                | –                   | –                   | –            | –            | –          | –           | 16             | 39             |         |
| Jonas Schuster | 8                | 6                 | 14         | 18         | 20              | 5               | 11                          | 18                          | 2               | 7               | 3             | 7             | 7             | 7               | 3               | 16               | 2                | 8                | 2                | 1                   | 4                   | 2            | 3            | 4          | 7           | 7              | 7              |         |
| Simon Steinberger | –                | –                 | –          | –          | –               | –               | –                           | –                           | 24              | 31              | –             | –             | –             | –               | –               | –                | –                | 12               | 26               | –                   | –                   | –            | –            | –          | –           | –              | –              |         |
| Ulrich Wohlgenannt | –                | –                 | –          | –          | –               | –               | –                           | –                           | 15              | 10              | –             | –             | –             | 5               | 12              | 12               | 6                | –                | –                | 8                   | 20                  | –            | –            | –          | –           | –              | –              |         |
| Marco Wörgötter | –                | –                 | –          | –          | –               | –               | –                           | –                           | 24              | 20              | –             | –             | –             | –               | –               | –                | –                | –                | –                | –                   | –                   | 7            | 10           | 18         | 11          | 12             | 24             |         |
| Chiny |                  |                   |            |            |                 |                 |                             |                             |                 |                 |               |               |               |                 |                 |                  |                  |                  |                  |                     |                     |              |              |            |             |                |                |         |
| Song Qiwu | –                | –                 | 43         | 39         | –               | –               | –                           | –                           | –               | –               | –             | –             | –             | –               | –               | –                | –                | –                | –                | –                   | –                   | –            | –            | –          | –           | –              | –              |         |
| Czechy |                  |                   |            |            |                 |                 |                             |                             |                 |                 |               |               |               |                 |                 |                  |                  |                  |                  |                     |                     |              |              |            |             |                |                |         |
| Josef Buchar | –                | –                 | –          | –          | –               | –               | –                           | –                           | –               | –               | –             | –             | –             | –               | –               | –                | –                | –                | –                | –                   | –                   | –            | –            | –          | –           | 53             | 59             |         |
| Benedikt Holub | –                | –                 | –          | –          | 41              | 39              | 44                          | 42                          | dsq             | 43              | –             | –             | –             | –               | –               | 27               | 32               | –                | –                | –                   | –                   | –            | –            | –          | –           | –              | –              |         |
| Radek Rýdl | –                | –                 | –          | –          | 32              | 40              | 45                          | 49                          | 36              | 42              | –             | –             | –             | –               | –               | 37               | 36               | –                | –                | –                   | –                   | –            | –            | –          | –           | –              | –              |         |
| David Rygl | –                | –                 | –          | –          | –               | –               | –                           | –                           | –               | –               | –             | –             | –             | –               | –               | –                | –                | –                | –                | –                   | –                   | –            | –            | –          | –           | 56             | 58             |         |
| Daniel Škarka | –                | –                 | –          | –          | –               | –               | –                           | –                           | –               | –               | –             | –             | –             | –               | –               | –                | –                | 35               | 35               | –                   | –                   | –            | –            | –          | –           | 45             | 48             |         |
| Estonia |                  |                   |            |            |                 |                 |                             |                             |                 |                 |               |               |               |                 |                 |                  |                  |                  |                  |                     |                     |              |              |            |             |                |                |         |
| Kevin Maltsev | dsq              | 42                | 31         | 30         | –               | –               | –                           | –                           | –               | –               | –             | –             | –             | –               | –               | –                | –                | –                | –                | –                   | –                   | –            | –            | –          | –           | –              | –              |         |
| Kaimar Vagul | –                | –                 | 29         | 41         | –               | –               | –                           | –                           | –               | –               | –             | –             | –             | 27              | 31              | –                | –                | 27               | 32               | –                   | –                   | –            | –            | –          | –           | –              | –              |         |
| Finlandia |                  |                   |            |            |                 |                 |                             |                             |                 |                 |               |               |               |                 |                 |                  |                  |                  |                  |                     |                     |              |              |            |             |                |                |         |
| Mico Ahonen | dsq              | 31                | 22         | 46         | –               | –               | –                           | –                           | dsq             | 37              | –             | –             | –             | –               | –               | 26               | 34               | –                | –                | –                   | –                   | –            | –            | 30         | 25          | –              | –              |         |
| Kalle Heikkinen | –                | –                 | 34         | 22         | –               | –               | –                           | –                           | 37              | 38              | –             | –             | –             | –               | –               | –                | –                | –                | –                | –                   | –                   | –            | –            | –          | –           | –              | –              |         |
| Timi Heiskanen | –                | –                 | 47         | –          | –               | –               | –                           | –                           | –               | –               | –             | –             | –             | –               | –               | –                | –                | –                | –                | –                   | –                   | –            | –            | 47         | –           | –              | –              |         |
| Henri Kavilo | 40               | 47                | dsq        | –          | –               | –               | –                           | –                           | 44              | 46              | –             | –             | –             | –               | –               | 38               | 35               | –                | –                | –                   | –                   | –            | –            | 26         | 26          | dsq            | 55             |         |
| Tuomas Kinnunen | –                | –                 | –          | –          | –               | –               | –                           | –                           | –               | –               | –             | –             | –             | –               | –               | –                | –                | –                | –                | –                   | –                   | –            | –            | 43         | –           | –              | –              |         |
| Tomas Kuisma | –                | –                 | dsq        | –          | –               | –               | –                           | –                           | –               | –               | –             | –             | –             | –               | –               | –                | –                | –                | –                | –                   | –                   | –            | –            | 36         | –           | 54             | 57             |         |
| Jarkko Määttä | –                | –                 | 41         | –          | –               | –               | –                           | –                           | –               | –               | –             | –             | –             | –               | –               | –                | –                | –                | –                | –                   | –                   | –            | –            | 34         | 27          | –              | –              |         |
| Vilho Palosaari | –                | –                 | 28         | 43         | –               | –               | –                           | –                           | –               | –               | –             | –             | –             | –               | –               | –                | –                | –                | –                | –                   | –                   | –            | –            | –          | –           | –              | –              |         |
| Arttu Pohjola | 43               | 41                | 33         | 40         | –               | –               | –                           | –                           | –               | –               | –             | –             | –             | –               | –               | 39               | 39               | –                | –                | –                   | –                   | –            | –            | 49         | –           | –              | –              |         |
| Paavo Romppainen | –                | –                 | 48         | –          | –               | –               | –                           | –                           | –               | –               | –             | –             | –             | –               | –               | 35               | 31               | –                | –                | –                   | –                   | –            | –            | 28         | 24          | 30             | 50             |         |
| Francja |                  |                   |            |            |                 |                 |                             |                             |                 |                 |               |               |               |                 |                 |                  |                  |                  |                  |                     |                     |              |              |            |             |                |                |         |
| Alessandro Batby | –                | –                 | –          | –          | –               | –               | 48                          | 48                          | –               | –               | –             | –             | –             | 38              | 37              | –                | –                | 36               | 36               | –                   | –                   | 51           | 52           | –          | –           | –              | –              |         |
| Jules Chervet | –                | –                 | –          | –          | 29              | 35              | 34                          | 24                          | 42              | 45              | –             | –             | –             | 32              | 32              | –                | –                | 22               | 33               | –                   | –                   | 45           | 38           | –          | –           | 28             | 27             |         |
| Valentin Foubert | –                | –                 | –          | –          | 19              | 16              | 12                          | 7                           | 30              | 33              | –             | –             | –             | 23              | 24              | –                | –                | 17               | 14               | –                   | –                   | 10           | 15           | –          | –           | –              | –              |         |
| Julien Gay | –                | –                 | –          | –          | dsq             | 43              | –                           | –                           | 47              | 48              | –             | –             | –             | –               | –               | –                | –                | –                | –                | –                   | –                   | –            | –            | –          | –           | –              | –              |         |
| Ari Repellin | –                | –                 | –          | –          | 38              | 38              | 36                          | 43                          | 46              | 44              | –             | –             | –             | 35              | 34              | –                | –                | –                | –                | –                   | –                   | –            | –            | –          | –           | 49             | 38             |         |
| Japonia |                  |                   |            |            |                 |                 |                             |                             |                 |                 |               |               |               |                 |                 |                  |                  |                  |                  |                     |                     |              |              |            |             |                |                |         |
| Shinnosuke Fujita | –                | –                 | –          | –          | –               | –               | –                           | –                           | –               | –               | 31            | 31            | –             | –               | –               | –                | –                | –                | –                | –                   | –                   | –            | –            | –          | –           | –              | –              |         |
| Ryūsei Ikeda | 35               | 32                | 38         | 37         | –               | –               | –                           | –                           | –               | –               | –             | –             | –             | –               | –               | –                | –                | –                | –                | –                   | –                   | –            | –            | –          | –           | –              | –              |         |
| Noriaki Kasai | –                | –                 | –          | –          | –               | –               | –                           | –                           | –               | –               | 9             | 11            | 21            | –               | –               | –                | –                | –                | –                | –                   | –                   | –            | –            | –          | –           | –              | –              |         |
| Sakutarō Kobayashi | –                | –                 | –          | –          | –               | –               | –                           | –                           | –               | –               | 18            | 15            | 17            | –               | –               | –                | –                | –                | –                | –                   | –                   | 40           | 23           | 21         | 34          | 10             | 11             |         |
| Tomofumi Naitō | –                | –                 | –          | –          | –               | –               | –                           | –                           | –               | –               | 13            | 26            | 18            | –               | –               | –                | –                | –                | –                | –                   | –                   | 41           | 29           | 23         | 16          | 26             | 17             |         |
| Masaki Nakamura | –                | –                 | –          | –          | –               | –               | –                           | –                           | –               | –               | 32            | 35            | –             | –               | –               | –                | –                | –                | –                | –                   | –                   | –            | –            | –          | –           | –              | –              |         |
| Rentarō Nishida | –                | –                 | –          | –          | –               | –               | –                           | –                           | –               | –               | 35            | 36            | –             | –               | –               | –                | –                | –                | –                | –                   | –                   | –            | –            | –          | –           | –              | –              |         |
| Asahi Sakano | 44               | 33                | 39         | 45         | –               | –               | –                           | –                           | –               | –               | 21            | 33            | –             | –               | –               | –                | –                | –                | –                | –                   | –                   | 42           | 36           | 44         | 39          | 46             | 43             |         |
| Keiichi Satō | 30               | 28                | 32         | 28         | –               | –               | –                           | –                           | –               | –               | 16            | 13            | 15            | –               | –               | –                | –                | –                | –                | –                   | –                   | 17           | 12           | –          | –           | –              | –              |         |
| Yukiya Satō | –                | –                 | –          | –          | –               | –               | –                           | –                           | –               | –               | 30            | 14            | –             | –               | –               | –                | –                | –                | –                | –                   | –                   | –            | –            | –          | –           | –              | –              |         |
| Taku Takeuchi | 37               | 24                | –          | –          | –               | –               | –                           | –                           | –               | –               | –             | –             | –             | –               | –               | –                | –                | –                | –                | –                   | –                   | –            | –            | 39         | 23          | 37             | 49             |         |
| Gō Yamamoto | –                | –                 | –          | –          | –               | –               | –                           | –                           | –               | –               | 22            | 27            | –             | –               | –               | –                | –                | –                | –                | –                   | –                   | –            | –            | –          | –           | –              | –              |         |
| Kazachstan |                  |                   |            |            |                 |                 |                             |                             |                 |                 |               |               |               |                 |                 |                  |                  |                  |                  |                     |                     |              |              |            |             |                |                |         |
| Nikita Diewiatkin | 47               | 53                | 42         | 42         | –               | –               | –                           | –                           | –               | –               | –             | –             | –             | –               | –               | 33               | 37               | –                | –                | –                   | –                   | –            | –            | –          | –           | –              | –              |         |
| Ilja Miziernych | –                | –                 | –          | –          | –               | –               | –                           | –                           | –               | –               | –             | –             | –             | –               | –               | –                | –                | –                | –                | 10                  | 24                  | –            | –            | 25         | 28          | 34             | 22             |         |
| Swiatosław Nazarienko | –                | –                 | –          | –          | –               | –               | –                           | –                           | –               | –               | –             | –             | –             | –               | –               | 31               | 30               | –                | –                | 33                  | 34                  | –            | –            | 41         | 43          | dsq            | 51             |         |
| Siergiej Tkaczenko | 42               | 45                | –          | –          | –               | –               | –                           | –                           | –               | –               | –             | –             | –             | –               | –               | –                | –                | –                | –                | –                   | –                   | –            | –            | 35         | 41          | 52             | 46             |         |
| Danił Wasiljew | –                | –                 | –          | –          | –               | –               | –                           | –                           | –               | –               | –             | –             | –             | –               | –               | –                | –                | –                | –                | 18                  | 11                  | –            | –            | 9          | 12          | 20             | 15             |         |
| Niemcy |                  |                   |            |            |                 |                 |                             |                             |                 |                 |               |               |               |                 |                 |                  |                  |                  |                  |                     |                     |              |              |            |             |                |                |         |
| Ben Bayer | –                | –                 | –          | –          | –               | –               | –                           | –                           | –               | –               | –             | –             | –             | –               | –               | –                | –                | –                | –                | 15                  | 3                   | 34           | 39           | –          | –           | –              | –              |         |
| Finn Braun | 15               | 35                | 13         | 23         | 16              | 28              | 24                          | 28                          | 26              | 22              | 19            | 24            | dsq           | 20              | 27              | 17               | 20               | 21               | 21               | –                   | –                   | –            | –            | 19         | 18          | –              | –              |         |
| Markus Eisenbichler | 14               | 23                | 16         | 26         | –               | –               | 47                          | 32                          | –               | –               | –             | –             | –             | –               | –               | –                | –                | –                | –                | 3                   | 1                   | 5            | 8            | 2          | 1           | 3              | 8              |         |
| Jannik Faißt | –                | –                 | –          | –          | 17              | 22              | –                           | –                           | 21              | 24              | –             | –             | –             | –               | –               | –                | –                | –                | –                | 11                  | 19                  | 24           | 19           | –          | –           | 18             | 20             |         |
| Eric Fuchs | –                | –                 | –          | –          | –               | –               | 41                          | 38                          | –               | –               | –             | –             | –             | –               | –               | –                | –                | –                | –                | –                   | –                   | –            | –            | –          | –           | –              | –              |         |
| Luca Geyer | –                | –                 | –          | –          | –               | –               | 40                          | 41                          | –               | –               | –             | –             | –             | –               | –               | –                | –                | –                | –                | –                   | –                   | –            | –            | –          | –           | –              | –              |         |
| Martin Hamann | –                | –                 | –          | –          | 3               | 13              | 15                          | 8                           | 7               | 13              | 10            | 12            | 20            | 19              | 22              | 19               | 14               | 26               | 10               | –                   | –                   | –            | –            | 12         | 10          | 23             | 18             |         |
| Felix Hoffmann | 16               | 10                | 15         | 17         | 8               | 4               | 9                           | 6                           | 13              | 17              | 11            | 4             | 1             | 2               | 15              | –                | –                | –                | –                | –                   | –                   | 9            | 14           | 5          | 17          | 22             | 39             |         |
| Eric Hoyer | –                | –                 | –          | –          | –               | –               | 26                          | 25                          | 31              | 29              | –             | –             | –             | 29              | 25              | 19               | 23               | 18               | 28               | 24                  | 18                  | –            | –            | –          | –           | –              | –              |         |
| Luca Roth | 1                | 14                | 9          | 13         | 5               | 8               | 22                          | 31                          | 11              | 39              | 15            | 20            | 16            | 37              | 11              | 13               | 21               | 3                | 18               | –                   | –                   | 13           | 9            | 13         | 21          | 23             | 10             |         |
| Constantin Schmid | 22               | 9                 | 7          | 15         | 4               | 2               | 1                           | 3                           | –               | –               | –             | –             | –             | 9               | 18              | 10               | 11               | 5                | 3                | 6                   | 8                   | –            | –            | –          | –           | –              | –              |         |
| Emanuel Schmid | –                | –                 | –          | –          | –               | –               | 35                          | 37                          | –               | –               | –             | –             | –             | –               | –               | –                | –                | –                | –                | –                   | –                   | –            | –            | –          | –           | –              | –              |         |
| Sebastian Schwarz | –                | –                 | –          | –          | –               | –               | 49                          | 51                          | –               | –               | –             | –             | –             | –               | –               | –                | –                | –                | –                | –                   | –                   | –            | –            | –          | –           | –              | –              |         |
| Simon Spiewok | dsq              | 37                | 26         | 29         | –               | –               | –                           | –                           | –               | –               | –             | –             | –             | 25              | 15              | dsq              | 40               | –                | –                | –                   | –                   | –            | –            | –          | –           | –              | –              |         |
| Simon Steinbeißer | 50               | 50                | 44         | 34         | –               | –               | 43                          | 46                          | –               | –               | –             | –             | –             | –               | –               | –                | –                | –                | –                | –                   | –                   | –            | –            | –          | –           | –              | –              |         |
| Adrian Tittel | –                | –                 | –          | –          | –               | –               | –                           | –                           | 14              | 14              | –             | –             | –             | –               | –               | –                | –                | 6                | 7                | 7                   | 13                  | 21           | 7            | 22         | 20          | 33             | 14             |         |
| Norwegia |                  |                   |            |            |                 |                 |                             |                             |                 |                 |               |               |               |                 |                 |                  |                  |                  |                  |                     |                     |              |              |            |             |                |                |         |
| Johannes Årdal | –                | –                 | –          | –          | –               | –               | –                           | –                           | –               | –               | –             | –             | –             | –               | –               | –                | –                | –                | –                | –                   | –                   | –            | –            | 38         | 44          | 42             | 43             |         |
| Pål-Håkon Bjørtomt | 17               | 49                | –          | –          | –               | –               | –                           | –                           | 33              | 32              | –             | –             | –             | –               | –               | 11               | 4                | 1                | 23               | –                   | –                   | –            | –            | –          | –           | –              | –              |         |
| Adrian Thon Gundersrud | 18               | 19                | 36         | 27         | 27              | 29              | –                           | –                           | –               | –               | dsq           | 23            | 22            | –               | –               | –                | 13               | 29               | 17               | –                   | –                   | 12           | 25           | –          | –           | –              | –              |         |
| Oddvar Gunnerød | –                | –                 | –          | –          | –               | –               | –                           | –                           | –               | –               | –             | –             | –             | –               | –               | –                | –                | –                | –                | –                   | –                   | –            | –            | 33         | 45          | 44             | 56             |         |
| Anders Håre | 34               | 8                 | 37         | 10         | 1               | dsq             | 31                          | 23                          | dsq             | 11              | 17            | 25            | 24            | 26              | 35              | 18               | 10               | 10               | 9                | 20                  | 2                   | 18           | 18           | –          | –           | –              | –              |         |
| Bendik Jakobsen Heggli | 28               | 39                | –          | –          | –               | –               | 50                          | 35                          | 41              | 41              | –             | –             | –             | –               | –               | –                | –                | –                | –                | –                   | –                   | 11           | 4            | 11         | 19          | –              | –              |         |
| Jesper Nilsen Ingebrigtsvoll | –                | –                 | –          | –          | –               | –               | –                           | –                           | –               | –               | –             | –             | –             | –               | –               | 25               | –                | –                | –                | –                   | –                   | –            | –            | –          | –           | –              | –              |         |
| Robert Johansson | 10               | 12                | 46         | 44         | 34              | 23              | 10                          | 13                          | 9               | 40              | 7             | 8             | 9             | 8               | 7               | –                | –                | 7                | 8                | dns                 | –                   | –            | –            | –          | –           | –              | –              |         |
| Sindre Ulven Jørgensen | 36               | 5                 | 10         | 5          | 10              | 3               | 2                           | 4                           | –               | –               | –             | –             | –             | 6               | 8               | –                | –                | –                | –                | –                   | –                   | –            | –            | –          | –           | –              | –              |         |
| Karl Haugen Kleppa | –                | –                 | –          | –          | –               | –               | –                           | –                           | –               | –               | –             | –             | –             | –               | –               | –                | –                | –                | –                | –                   | –                   | –            | –            | 40         | 35          | dsq            | 53             |         |
| Isak Andreas Langmo | –                | –                 | –          | –          | –               | –               | –                           | –                           | –               | –               | –             | –             | –             | –               | –               | –                | –                | –                | –                | –                   | –                   | 31           | 20           | –          | –           | –              | –              |         |
| Iver Olaussen | 19               | 25                | –          | –          | –               | –               | –                           | –                           | –               | –               | 8             | 22            | 14            | 24              | 36              | 9                | 15               | 24               | 16               | –                   | –                   | 15           | 13           | 14         | 8           | –              | –              |         |
| Benjamin Østvold | 5                | 4                 | 1          | 19         | –               | –               | –                           | –                           | –               | –               | –             | –             | –             | 10              | 1               | –                | –                | –                | –                | dsq                 | 6                   | 6            | 6            | –          | –           | –              | –              |         |
| Fabian Østvold | –                | –                 | –          | –          | –               | –               | –                           | –                           | –               | –               | –             | –             | –             | –               | –               | –                | –                | –                | –                | –                   | –                   | –            | –            | 46         | 40          | 50             | 33             |         |
| Robin Pedersen | 4                | 11                | 18         | 2          | 6               | 14              | 5                           | 1                           | 1               | 1               | 4             | 1             | 2             | –               | –               | –                | –                | –                | –                | –                   | –                   | –            | –            | –          | –           | –              | –              |         |
| Sondre Ringen | 13               | 43                | –          | –          | 42              | dns             | –                           | –                           | –               | –               | –             | –             | –             | –               | –               | –                | –                | –                | –                | –                   | –                   | –            | –            | –          | –           | –              | –              |         |
| Christian Røste Solberg | 29               | 34                | –          | –          | –               | –               | –                           | –                           | –               | –               | –             | –             | –             | –               | –               | –                | –                | –                | –                | –                   | –                   | –            | –            | –          | –           | –              | –              |         |
| Sølve Jokerud Strand | 23               | 19                | –          | –          | –               | –               | –                           | –                           | –               | –               | –             | –             | –             | –               | –               | –                | –                | –                | –                | –                   | –                   | 50           | 40           | –          | –           | –              | –              |         |
| Mats Strandbråten | –                | –                 | –          | –          | –               | –               | –                           | –                           | –               | –               | –             | –             | –             | –               | –               | –                | –                | –                | –                | –                   | –                   | –            | –            | –          | –           | 47             | 30             |         |
| Fredrik Villumstad | –                | –                 | –          | –          | –               | –               | 30                          | 33                          | 5               | 4               | 11            | 16            | 8             | 14              | 14              | 2                | 5                | 2                | 4                | 5                   | 9                   | –            | –            | –          | –           | –              | –              |         |
| Oscar P. Westerheim | –                | –                 | –          | –          | –               | –               | –                           | –                           | –               | –               | –             | –             | –             | –               | –               | 15               | 29               | –                | –                | –                   | –                   | –            | –            | –          | –           | –              | –              |         |
| Polska |                  |                   |            |            |                 |                 |                             |                             |                 |                 |               |               |               |                 |                 |                  |                  |                  |                  |                     |                     |              |              |            |             |                |                |         |
| Tymoteusz Amilkiewicz | –                | –                 | –          | –          | –               | –               | –                           | –                           | –               | –               | –             | –             | –             | –               | –               | –                | –                | 32               | 29               | –                   | –                   | 19           | 30           | 48         | 29          | 11             | 37             |         |
| Jan Habdas | 25               | 36                | 35         | 35         | 24              | 33              | 39                          | 39                          | 29              | 27              | 28            | 28            | 29            | –               | –               | 28               | 24               | 28               | 31               | dns                 | 30                  | –            | –            | 45         | 42          | 48             | –              |         |
| Klemens Joniak | 41               | 54                | –          | –          | –               | –               | –                           | –                           | 38              | 36              | 33            | 34            | 27            | –               | –               | –                | –                | –                | –                | –                   | –                   | –            | –            | –          | –           | 41             | 32             |         |
| Kacper Juroszek | 32               | 38                | 23         | 36         | 25              | 24              | 32                          | 22                          | 19              | 28              | –             | –             | –             | 33              | 23              | 30               | 27               | 25               | 25               | 28                  | 29                  | –            | –            | 20         | 13          | 17             | 39             |         |
| Maciej Kot | –                | –                 | –          | –          | –               | –               | –                           | –                           | –               | –               | –             | –             | –             | 18              | 5               | 1                | 9                | 34               | 12               | 13                  | 16                  | –            | –            | –          | –           | –              | –              |         |
| Jarosław Krzak | –                | –                 | –          | –          | –               | –               | –                           | –                           | –               | –               | –             | –             | –             | 36              | 30              | –                | –                | –                | –                | –                   | –                   | –            | –            | –          | –           | –              | 34             |         |
| Łukasz Łukaszczyk | –                | –                 | –          | –          | –               | –               | –                           | –                           | –               | –               | –             | –             | –             | –               | –               | –                | –                | –                | –                | –                   | –                   | 29           | 17           | 42         | 36          | 37             | 29             |         |
| Klemens Murańka | 21               | 29                | 27         | 8          | 25              | 9               | 3                           | 5                           | –               | –               | –             | –             | –             | 22              | 33              | 5                | 16               | –                | –                | –                   | –                   | 30           | 34           | –          | –           | 14             | 16             |         |
| Adam Niżnik | –                | –                 | –          | –          | –               | –               | –                           | –                           | 39              | dns             | –             | –             | –             | –               | –               | –                | –                | –                | –                | –                   | –                   | –            | –            | –          | –           | 31             | 54             |         |
| Tomasz Pilch | 46               | 40                | dsq        | 38         | 33              | 32              | 46                          | 50                          | –               | –               | –             | –             | –             | –               | –               | –                | –                | –                | –                | –                   | –                   | dsq          | 47           | –          | –           | 43             | 28             |         |
| Andrzej Stękała | –                | –                 | 17         | 9          | 23              | 15              | 23                          | 29                          | –               | –               | –             | –             | –             | 30              | 26              | 21               | 18               | dns              | dns              | 22                  | 12                  | 35           | 28           | –          | –           | 9              | 35             |         |
| Kacper Tomasiak | –                | –                 | –          | –          | 35              | 31              | 38                          | 47                          | –               | –               | –             | –             | –             | –               | –               | –                | –                | –                | –                | –                   | –                   | 28           | 49           | 32         | 33          | 40             | 36             |         |
| Paweł Wąsek | –                | –                 | –          | –          | –               | –               | –                           | –                           | –               | –               | –             | –             | –             | –               | –               | –                | –                | –                | –                | –                   | –                   | –            | –            | 7          | 4           | 5              | 1              |         |
| Jakub Wolny | 20               | 18                | 20         | 12         | 12              | 18              | 13                          | 20                          | –               | –               | –             | –             | –             | 17              | 29              | 22               | 3                | 33               | 24               | 14                  | 21                  | 16           | 21           | 31         | 15          | 21             | 19             |         |
| Marcin Wróbel | –                | –                 | –          | –          | –               | –               | –                           | –                           | 40              | 47              | –             | –             | –             | –               | –               | –                | –                | –                | –                | –                   | –                   | –            | –            | –          | –           | 39             | 31             |         |
| Aleksander Zniszczoł | 2                | 7                 | 2          | 20         | –               | –               | –                           | –                           | –               | –               | –             | –             | –             | –               | –               | –                | –                | –                | –                | –                   | –                   | –            | –            | –          | –           | –              | –              |         |
| Rumunia |                  |                   |            |            |                 |                 |                             |                             |                 |                 |               |               |               |                 |                 |                  |                  |                  |                  |                     |                     |              |              |            |             |                |                |         |
| Andrei Feldorean | 45               | 52                | –          | –          | 45              | 44              | –                           | –                           | –               | –               | –             | –             | –             | –               | –               | –                | –                | –                | –                | –                   | –                   | –            | –            | –          | –           | –              | –              |         |
| Alexandru Folea | –                | –                 | –          | –          | 46              | 46              | –                           | –                           | –               | –               | –             | –             | –             | –               | –               | –                | –                | –                | –                | –                   | –                   | –            | –            | –          | –           | –              | –              |         |
| Mircea Jipescu | 48               | 51                | –          | –          | 43              | 42              | –                           | –                           | –               | –               | –             | –             | –             | –               | –               | 36               | 38               | –                | –                | –                   | –                   | –            | –            | –          | –           | –              | –              |         |
| Sorin Mitrofan | 49               | 48                | –          | –          | 44              | 41              | –                           | –                           | –               | –               | –             | –             | –             | –               | –               | 40               | 41               | –                | –                | –                   | –                   | –            | –            | –          | –           | –              | –              |         |
| Słowacja |                  |                   |            |            |                 |                 |                             |                             |                 |                 |               |               |               |                 |                 |                  |                  |                  |                  |                     |                     |              |              |            |             |                |                |         |
| Erik Kapiaš | –                | –                 | –          | –          | –               | –               | –                           | –                           | –               | –               | –             | –             | –             | –               | –               | –                | –                | –                | –                | –                   | –                   | 52           | 53           | –          | –           | 57             | 60             |         |
| Hektor Kapustík | –                | –                 | –          | –          | –               | –               | 51                          | 53                          | –               | –               | –             | –             | –             | –               | –               | –                | –                | –                | –                | 32                  | 32                  | 38           | 44           | –          | –           | 55             | 52             |         |
| Słowenia |                  |                   |            |            |                 |                 |                             |                             |                 |                 |               |               |               |                 |                 |                  |                  |                  |                  |                     |                     |              |              |            |             |                |                |         |
| Maksim Bartolj | 7                | 16                | 4          | 7          | 13              | 6               | 6                           | 12                          | 10              | 2               | 20            | 9             | 12            | 12              | 17              | 3                | 7                | 14               | 11               | 12                  | 10                  | –            | –            | 16         | 9           | 6              | 4              |         |
| Jan Bombek | 39               | 26                | 24         | 31         | 21              | 30              | 20                          | 14                          | 35              | 19              | 23            | 30            | 26            | 31              | 21              | 29               | 33               | –                | –                | –                   | –                   | 22           | 11           | 29         | 32          | 29             | 22             |         |
| Jaka Drinovec | –                | –                 | –          | –          | –               | –               | –                           | –                           | –               | –               | –             | –             | –             | –               | –               | –                | –                | –                | –                | –                   | –                   | 27           | 45           | –          | –           | 32             | 26             |         |
| Enej Faletič | –                | –                 | –          | –          | –               | –               | –                           | –                           | –               | –               | –             | –             | –             | –               | –               | –                | –                | –                | –                | –                   | –                   | 37           | 42           | –          | –           | –              | –              |         |
| Mark Hafnar | 26               | 30                | 21         | 31         | –               | –               | –                           | –                           | 20              | 26              | 29            | 29            | 25            | 16              | 28              | 22               | 19               | 31               | 30               | 30                  | 26                  | 44           | 33           | –          | –           | –              | –              |         |
| Žiga Jelar | –                | –                 | –          | –          | 15              | 18              | 17                          | 19                          | –               | –               | dsq           | 21            | 13            | –               | –               | 14               | 12               | 4                | 20               | 31                  | 25                  | 25           | 27           | –          | –           | –              | –              |         |
| Rok Masle | –                | –                 | –          | –          | 22              | 20              | 21                          | 21                          | dsq             | 12              | 26            | 19            | 19            | 28              | dsq             | –                | –                | 19               | 13               | 25                  | 31                  | 32           | 31           | –          | –           | 51             | 47             |         |
| Žak Mogel | 9                | 3                 | 5          | 4          | 11              | 12              | 7                           | 2                           | –               | –               | 24            | 6             | 11            | 11              | 4               | –                | –                | –                | –                | –                   | –                   | –            | –            | 1          | 6           | 4              | 3              |         |
| Rok Oblak | 31               | 27                | 25         | 24         | –               | –               | –                           | –                           | 27              | 24              | –             | –             | –             | 34              | 19              | –                | –                | –                | –                | –                   | –                   | –            | –            | –          | –           | –              | –              |         |
| Jernej Presečnik | –                | –                 | –          | –          | 28              | 26              | 25                          | 30                          | –               | –               | –             | –             | –             | –               | –               | 32               | 26               | 23               | 15               | 29                  | 23                  | 33           | 35           | –          | –           | –              | –              |         |
| Marcel Stržinar | –                | –                 | –          | –          | –               | –               | –                           | –                           | –               | –               | –             | –             | –             | –               | –               | –                | –                | –                | –                | –                   | –                   | 39           | 42           | –          | –           | –              | –              |         |
| Urban Šimnic | –                | –                 | –          | –          | –               | –               | –                           | –                           | –               | –               | –             | –             | –             | –               | –               | –                | –                | –                | –                | –                   | –                   | 46           | 50           | –          | –           | –              | –              |         |
| Matija Vidic | 33               | 21                | 19         | 14         | 31              | 25              | 28                          | 36                          | 28              | 34              | –             | –             | –             | –               | –               | 24               | 28               | 9                | 27               | 23                  | 22                  | 23           | 22           | 17         | 22          | 15             | 13             |         |
| Gorazd Završnik | –                | –                 | –          | –          | –               | –               | –                           | –                           | –               | –               | –             | –             | –             | –               | –               | –                | –                | –                | –                | –                   | –                   | 49           | 48           | –          | –           | –              | –              |         |
| Ožbe Zupan | –                | –                 | –          | –          | –               | –               | –                           | –                           | –               | –               | –             | –             | –             | –               | –               | –                | –                | –                | –                | –                   | –                   | 43           | 51           | –          | –           | –              | –              |         |
| Stany Zjednoczone |                  |                   |            |            |                 |                 |                             |                             |                 |                 |               |               |               |                 |                 |                  |                  |                  |                  |                     |                     |              |              |            |             |                |                |         |
| Kevin Bickner | dsq              | 44                | 45         | 33         | –               | –               | 37                          | 40                          | 18              | 18              | –             | –             | –             | –               | –               | –                | –                | –                | –                | –                   | –                   | –            | –            | –          | –           | –              | –              |         |
| Jason Colby | –                | –                 | –          | –          | –               | –               | –                           | –                           | –               | –               | –             | –             | –             | –               | –               | 34               | 22               | –                | –                | 16                  | 33                  | –            | –            | –          | –           | –              | –              |         |
| Decker Dean | 38               | 46                | 30         | 25         | –               | –               | 29                          | 34                          | 33              | 49              | –             | –             | –             | –               | –               | –                | –                | –                | –                | 21                  | 27                  | –            | –            | –          | –           | –              | –              |         |
| Maxim Glyvka | –                | –                 | –          | –          | –               | –               | –                           | –                           | –               | –               | –             | –             | –             | –               | –               | dsq              | 42               | –                | –                | 34                  | 35                  | –            | –            | –          | –           | –              | –              |         |
| Casey Larson | –                | –                 | –          | –          | –               | –               | 42                          | 45                          | –               | –               | –             | –             | –             | 21              | 20              | –                | –                | –                | –                | –                   | –                   | –            | –            | –          | –           | –              | –              |         |
| Andrew Urlaub | –                | –                 | –          | –          | –               | –               | –                           | –                           | –               | –               | –             | –             | –             | –               | –               | –                | –                | –                | –                | 27                  | 28                  | –            | –            | –          | –           | –              | –              |         |
| Szwajcaria |                  |                   |            |            |                 |                 |                             |                             |                 |                 |               |               |               |                 |                 |                  |                  |                  |                  |                     |                     |              |              |            |             |                |                |         |
| Simon Ammann | –                | –                 | –          | –          | –               | –               | –                           | –                           | –               | –               | –             | –             | –             | –               | –               | –                | –                | –                | –                | –                   | –                   | 26           | 26           | 27         | 31          | 18             | 25             |         |
| Sandro Hauswirth | –                | –                 | –          | –          | 37              | 34              | 33                          | 17                          | 23              | 21              | 27            | 18            | 23            | –               | –               | –                | –                | 15               | 19               | –                   | –                   | 47           | 41           | 37         | 30          | 35             | 45             |         |
| Juri Kesseli | –                | –                 | –          | –          | 39              | 35              | dsq                         | 44                          | 43              | 30              | 25            | 32            | 28            | –               | –               | –                | –                | –                | –                | –                   | –                   | 48           | 46           | –          | –           | –              | –              |         |
| Lean Niederberger | –                | –                 | –          | –          | 40              | 45              | –                           | –                           | 47              | 50              | –             | –             | –             | –               | –               | –                | –                | –                | –                | –                   | –                   | –            | –            | –          | –           | –              | –              |         |
| Marius Sieber | –                | –                 | –          | –          | 36              | 37              | 52                          | 52                          | 45              | 51              | 34            | dns           | 30            | –               | –               | –                | –                | –                | –                | –                   | –                   | –            | –            | –          | –           | –              | –              |         |
| Felix Trunz | –                | –                 | –          | –          | –               | –               | –                           | –                           | –               | –               | –             | –             | –             | –               | –               | –                | –                | –                | –                | 17                  | dsq                 | –            | –            | 24         | 37          | 36             | 42             |         |
| Yanick Wasser | –                | –                 | –          | –          | dsq             | 27              | 27                          | 27                          | –               | –               | –             | –             | –             | –               | –               | –                | –                | 10               | 22               | 9                   | 14                  | –            | –            | –          | –           | –              | –              |         |
| Ukraina |                  |                   |            |            |                 |                 |                             |                             |                 |                 |               |               |               |                 |                 |                  |                  |                  |                  |                     |                     |              |              |            |             |                |                |         |
| Denys Cwietkow | –                | –                 | –          | –          | –               | –               | –                           | –                           | 49              | dns             | –             | –             | –             | –               | –               | –                | –                | –                | –                | –                   | –                   | –            | –            | –          | –           | –              | –              |         |
| Witalij Kaliniczenko | –                | –                 | –          | –          | –               | –               | –                           | –                           | –               | –               | –             | –             | –             | –               | –               | –                | –                | –                | –                | –                   | –                   | 36           | 37           | –          | –           | –              | –              |         |
| Jewhen Marusiak | –                | –                 | –          | –          | –               | –               | –                           | –                           | –               | –               | –             | –             | –             | –               | –               | –                | –                | –                | –                | –                   | –                   | 8            | 32           | –          | –           | –              | –              |         |
| Włochy |                  |                   |            |            |                 |                 |                             |                             |                 |                 |               |               |               |                 |                 |                  |                  |                  |                  |                     |                     |              |              |            |             |                |                |         |
| Andrea Campregher | –                | –                 | –          | –          | –               | –               | –                           | –                           | –               | –               | –             | –             | –             | –               | –               | –                | –                | –                | –                | –                   | –                   | –            | –            | –          | –           | 25             | 12             |         |
| Francesco Cecon | –                | –                 | –          | –          | –               | –               | –                           | –                           | –               | –               | –             | –             | –             | –               | –               | –                | –                | –                | –                | –                   | –                   | –            | –            | –          | –           | 27             | 6              |         |
| Legenda |                  |                   |            |            |                 |                 |                             |                             |                 |                 |               |               |               |                 |                 |                  |                  |                  |                  |                     |                     |              |              |            |             |                |                |         |
| 1-3 4-30 poniżej 30 dns – Zawodnik zgłoszony do konkursu nie wystartował dsq – Zawodnik zdyskwalifikowany - – Zawodnik nie zgłoszony do konkursu |                  |                   |            |            |                 |                 |                             |                             |                 |                 |               |               |               |                 |                 |                  |                  |                  |                  |                     |                     |              |              |            |             |                |                |         |

## Klasyfikacja generalna
Stan po zakończeniu sezonu 2023/2024
| Miejsce | Zawodnik               | Występy | Punkty |
| ------- | ---------------------- | ------- | ------ |
| 1.      | Maximilian Ortner      | 27      | 1243   |
| 2.      | Jonas Schuster         | 27      | 1195   |
| 3.      | Francisco Mörth        | 25      | 806    |
| 4.      | Robin Pedersen         | 13      | 800    |
| 5.      | Clemens Leitner        | 23      | 787    |
| 6.      | Maksim Bartolj         | 25      | 783    |
| 7.      | Žak Mogel              | 17      | 741    |
| 8.      | Clemens Aigner         | 10      | 709    |
| 9.      | Constantin Schmid      | 16      | 649    |
| 10.     | Felix Hoffmann         | 21      | 641    |
| 11.     | Luca Roth              | 25      | 559    |
| 12.     | Markus Eisenbichler    | 14      | 555    |
| 13.     | Fredrik Villumstad     | 15      | 532    |
| 14.     | Daniel Huber           | 7       | 455    |
| 15.     | Benjamin Østvold       | 10      | 453    |
| 16.     | Anders Håre            | 23      | 433    |
| 17.     | Sindre Ulven Jørgensen | 10      | 404    |
| 18.     | Martin Hamann          | 19      | 394    |
| 19.     | Stephan Embacher       | 8       | 364    |
| 19.     | Robert Johansson       | 17      | 364    |
| 21.     | Jakub Wolny            | 22      | 306    |
| 22.     | Klemens Murańka        | 16      | 291    |
| 23.     | Markus Müller          | 12      | 252    |
| 23.     | Adrian Tittel          | 12      | 252    |
| 25.     | Timon-Pascal Kahofer   | 9       | 249    |
| 26.     | Maciej Kot             | 8       | 244    |
| 27.     | Iver Olaussen          | 15      | 237    |
| 28.     | Paweł Wąsek            | 4       | 231    |
| 29.     | Ulrich Wohlgenannt     | 8       | 214    |
| 30.     | Aleksander Zniszczoł   | 4       | 207    |
| 31.     | Žiga Jelar             | 15      | 202    |
| 32.     | Hannes Landerer        | 10      | 201    |
| 33.     | Pål-Håkon Bjørtomt     | 8       | 196    |
| 34.     | Finn Braun             | 21      | 190    |
| 35.     | Matija Vidic           | 22      | 188    |
| 36.     | Valentin Foubert       | 12      | 175    |
| 37.     | Andrzej Stękała        | 16      | 169    |
| 38.     | Marco Wörgötter        | 8       | 146    |
| 39.     | Jan Bombek             | 23      | 136    |
| 40.     | Rok Masle              | 19      | 132    |
| 41.     | Kacper Juroszek        | 22      | 120    |
| 42.     | Jannik Faißt           | 10      | 119    |
| 43.     | Adrian Thon Gundersrud | 14      | 116    |
| 44.     | Danił Wasiljew         | 6       | 115    |
| 45.     | Bendik Jakobsen Heggli | 10      | 113    |
| 46.     | Sakutarō Kobayashi     | 9       | 111    |
| 47.     | Yanick Wasser          | 8       | 94     |
| 47.     | Keiichi Satō           | 9       | 94     |
| 49.     | Mark Hafnar            | 19      | 88     |
| 50.     | Sandro Hauswirth       | 17      | 86     |
| 51.     | Tomofumi Naitō         | 9       | 82     |
| 52.     | Eric Hoyer             | 12      | 77     |
| 53.     | Ben Bayer              | 4       | 76     |
| 54.     | Stefan Rainer          | 8       | 64     |
| 55.     | Noriaki Kasai          | 3       | 63     |
| 56.     | Johannes Pölz          | 4       | 62     |
| 57.     | Jernej Presečnik       | 12      | 54     |
| 58.     | Ilja Miziernych        | 6       | 51     |
| 59.     | Francesco Cecon        | 2       | 44     |
| 60.     | Tymoteusz Amilkiewicz  | 8       | 41     |
| 60.     | Jan Habdas             | 21      | 41     |
| 62.     | Rok Oblak              | 8       | 40     |
| ...     |                        |         |        |